# Гаррисон, Джон Скотт
Джон Скотт Га́ррисон (Ха́ррисон; англ. John Scott Harrison; 4 октября 1804, Винсенс, Индиана — 25 мая 1878, Гамильтон, Огайо) — американский политик, член Палаты представителей от Огайо, дипломат, борец за права южан, сын 9-го президента Уильяма Гаррисона и Анны Гаррисон, отец 23-го президента Бенджамина Гаррисона.

## Биография

### Ранние годы, детство и юность
Джон Скотт Гаррисон родился 4 октября 1804 года в Винсеннесе, штат Индиана, где располагался семейный дом Граузленда. Его родителями были 9-й президент США Уильям Генри Гаррисон (1773—1841) и его жена Анна Гаррисон (урождённая Симмс; 1775—1864). Джон Скотт Гаррисон был одним из десяти детей в семье. Его старший брат Джон Кливс Симмс Харрисон был женат на единственной выжившей дочери Зебулона Пайка. Среди его дядь и тёть были торговец, рабовладелец, политик и революционер Бенджамин Харрисон VI (1755—1799) и политик Картер Бассетт Харрисон (ок. 1756—1808).
Его бабушкой и дедушкой по отцовской линии были Бенджамин Харрисон V (1726—1791), который подписал Декларацию независимости, и Элизабет Харрисон (урождённая Бассетт; 1730—1792). Его бабушкой и дедушкой по материнской линии были Джон Кливс Симмс (1742—1814) и его жена Анна Симмс (урождённая Татхилл; 1741—1776). 
Гаррисон закончил подготовительное обучение и изучал право. Позже Гаррисон отказался от этого, чтобы стать фермером.

## Карьера
Он был избран вигом в Палату представителей США в 1852 году, переизбран оппозиционером в 1854 году и занимал эту должность с 1853 по 1857 год. В 1855 году он отказался «использовать свое имя в связи с должностью губернатора на предстоящих выборах». После поражения на третий срок в 1856 году Гаррисон удалился в свое поместье «Пойнт-Фарм» в Норт-Бенде, штат Огайо. 
В августе 1860 года Гаррисон вместе с Ларцем Андерсоном был выдвинут кандидатом от Партии Конституционного союза (организованной в основном бывшими членами Партии вигов из южных Соединенных Штатов , выступавшими против отделения ) от второго округа на съезде Белла и Эверетта. В 1861 году он был номинирован от Демократической партии на пост вице-губернатора штата Огайо вместе с Хью Дж. Джуэттом на пост губернатора. 

## Ранняя и семейная жизнь
Джон Скотт Гаррисон родился в семье Анны Симмс и Уильяма Гаррисона. В 1824 году женился на Лукреции Джонсон (1804—1830), в результате у них родились трое детей:
- Элизабет Шорт Гаррисон (1825—1904)
- Уильям Генри Гаррисон (1827—1829)
- Сара Лукреция Гаррисон (1829—1917)

12 августа 1831 года Джон женился на Элизабет Ирвин (1810—1850), и у них родилось 10 детей:
- Арчибальд Гаррисон — подполковник, командующий 27-го пехотного полка Индианы.
- Бенджамин Гаррисон (1833—1901) — 23-й президент США
- Мэри Джейн Харрисон (1835—1867)
- Анна Симмс Харрисон (1837—1838)
- Джон Ирвин Харрисон (1839—1839)
- Картер Бассетт Харрисон (1840—1905) — капитан в 51-м пехотном полку штата Огайо.
- Анна Симмс Харрисон (1842—1926)
- Джон Скотт Харрисон-младший (1844—1926)
- Джеймс Финдли Харрисон (1847—1848)
- Джеймс Ирвин Харрисон (1849—1850)